# Сантін

Позиція ніг

Сантін-дати (сантін — яп. 三戦, sanchin) — одна з основних стійок карате. Може використовуватися як бойова стійка Характеризується дуже жорсткою позицією з напруженням усіх м'язів, завдяки чому також називається стійкою «фортеця». За характерний вигляд дану стійку називають «пісочний годинник». Сантін-дати є базовою при виконанні дихальних ката і найкращою для відпрацювання елементів базової техніки. Велику увагу цій стійці приділяв творець Кекусинкай Масутацу Ояма, називаючи її найпоширенішою тренувальної стійкою. Ця стійка — найбільш закрита з інших стійок карате³.

## Позиція
Ноги в сантин-дати розташовують приблизно на ширині плечей або трохи ширше. Передня нога висунута вперед на довжину стопи, носки повернуті всередину. Розподіл ваги тіла між правою і лівою ногою рівномірне, при цьому вага тіла припадає на внутрішні сторони стоп, що надає стійці стійкість. Коліна так само звернені всередину, захищаючи пах. Таз підбитий вперед і вгору. Початкове положення рук — подвійний блок морото-уті-уке.
Стійка може бути як лівосторонньої (хідарі), так і правобічної (Миті).

## Вихід до сантін-дати
Вихід в сантин-дати здійснюється коротким дугоподібним кроком вперед, в процесі якого ступня крокуючої ноги трохи торкається опорної.

## Жорсткість
На відміну від інших стійок, вихід в які здійснюється за вигуком «киай», вихід у сантин-дати здійснюється, як правило, із силовим диханням і повільним виконанням морото-уті-уке. Стійка сантин-дати характеризується повним напруженням усіх м'язів і жорсткою позицією.
Відпрацювання жорсткості стійки здійснюється шляхом завдавання ударів у різні частини тіла учня, що знаходиться в сантин-дати (стегна, передпліччя, прес). При прийманні іспитів у школах карате екзаменатор перевіряє жорсткість стійки, завдаючи досить сильні удари і поштовхи.³